# Enigma do Medo
Enigma do Medo (também referido como Ordem Paranormal: Enigma do Medo) é um jogo eletrônico de survival horror dirigido pelo youtuber, streamer e diretor criativo Rafael "Cellbit" Lange e desenvolvido pela Dumativa e publicado pela Nuuvem, que foi lançado em 28 de novembro de 2024 para Microsoft Windows. O jogador controla a personagem Mia, uma investigadora paranormal que tem a missão de salvar o seu pai, o Senhor Veríssimo, acompanhada do cachorro e protagonista do jogo, Lupi.
O jogo é baseado nas campanhas de RPG de mesa da websérie Ordem Paranormal feitas por Lange, transmitidas ao vivo pela Twitch desde fevereiro de 2020.
Para o seu desenvolvimento, uma campanha de financiamento coletivo foi anunciada em uma transmissão ao vivo no dia 17 de outubro de 2020 com o objetivo de arrecadar 500 mil reais, quantia que foi atingida em cinco horas, arrecadando, ao final, mais de 4 milhões de reais. Durante a campanha, foi divulgado que o jogo terá melhorias nos gráficos, acréscimo de mais horas de jogo, mais de um final, além da dublagem, com a participação do dublador Guilherme Briggs e Wendel Bezerra. Uma demo do jogo foi anunciada no mesmo dia do anúncio de sua data de lançamento.

## Enredo
Mia é a filha do Senhor Veríssimo, líder do grupo Ordo Realitas, que se dedica a suprimir criaturas paranormais que vêm do "Outro Lado", uma dimensão onde vivem entidades inexplicáveis. A barreira entre o nosso mundo e o Outro Lado pode ser enfraquecida com o medo.
No entanto, o seu pai desaparece misteriosamente e a Mia decide investigar o seu suposto paradeiro: o Perímetro, um "lugar que não existe". Lá, ela procura mais informações sobre um grupo envolvido com o desaparecimento de agentes da Ordem, conhecido como "Culto do Medo".

## Antecedentes
Durante a campanha de O Segredo na Floresta, a Dumativa, desenvolvedora de jogos brasileira, contatou Cellbit, dizendo que a história de Ordem Paranormal tinha um grande potencial para um jogo.
No dia 17 de outubro de 2020, em uma transmissão ao vivo, foi anunciado um financiamento coletivo com o objetivo de arrecadar 500 mil reais para o desenvolvimento do jogo, quantia que foi atingida em apenas cinco horas. No final, mais de 4 milhões de reais foram arrecadados. Durante a campanha foi divulgado que o jogo terá melhorias nos gráficos, acréscimo de mais horas de jogo, mais finais, além da dublagem com a participação do dublador Guilherme Briggs.
O jogo inicialmente iria ser lançado em 2023, mas Rafael Lange disse que queria entregar um produto de muita qualidade, e para isso, precisaria de mais tempo. Posteriormente, o mesmo disse que seria lançado ainda em 2024. No final de outubro, Cellbit e a empresa anunciaram a data de lançamento de Enigma do Medo para 28 de novembro de 2024, além de uma demonstração do jogo.

## Elenco
O elenco, que dubla os personagens do jogo, foi divulgado junto com o trailer narrativo do jogo. Na lista abaixo, estão indicados os personagens e seus dubladores.
Estúdio de Dublagem: Pt-Br Studio
Direção de Dublagem: Fred Mascarenhas e Rafael Lange
Técnica de Mixagem: Vinicius Braga e Michel Cardozo
| Nome                   | Personagem        | Ref.               |
| ---------------------- | ----------------- | ------------------ |
| Pamela Rodrigues       | Mia Veríssimo     | [ 13 ]             |
| Wendel Bezerra         | Calisto Besatt    | [ 13 ] [ 9 ]       |
| Guilherme Briggs       | Senhor Veríssimo  | [ 13 ] [ 7 ] [ 8 ] |
| Fred Mascarenhas       | Samuel Norte      | [ 13 ]             |
| Karen Padrão           | Agatha Volkomenn  | [ 13 ]             |
| Francisco Júnior       | Abraão Strach     | [ 13 ]             |
| Marcos Castro          | Yuri Strach       |                    |
| Luciana D'Aulizio      | Andrea Strach     |                    |
| Raphael Curan          | Golias Strach     |                    |
| Raphael Rossatto       | Jaser Strach      | [ 13 ]             |
| Camila "Kalera" Vieira | Thiana Strach     |                    |
| Camila "Kalera" Vieira | Fernanda Silvino  |                    |
| Fernanda Baronne       | Sofia Besatt      | [ 13 ]             |
| Carol Crespo           | Lethicia Vergeten | [ 13 ]             |
| Marco Ribeiro          | Oswaldo Magani    | [ 13 ]             |
| Duda Ribeiro           | Alan Portlash     | [ 13 ]             |
| João Cappelli          | Theo Portlash     | [ 13 ]             |
| Helena Palomanes       | Amy Fiori         | [ 13 ]             |
| Thiago Zambrano        | Diogo Laiks       | [ 13 ]             |
| Hércules Franco        | Jorge Laiks       | [ 13 ]             |
| Manolo Rey             | Beto Monteiro     | [ 13 ]             |
| Rodrigo Antas          | Rossi Ferrero     | [ 13 ]             |